# برايان كول (لاعب كرة قدم أسترالية)
برايان كول (بالإنجليزية: Brian Cole)‏ هو لاعب كرة قدم أسترالية أسترالي، ولد في 17 أغسطس 1956.

## وصلات خارجية
- برايان كول على موقع AustralianFootball.com (الإنجليزية)
- برايان كول على موقع AFLtables.com (الإنجليزية)